# Francesca Grimaldi
Francesca Grimaldi (Roma, 31 agosto 1961) è una giornalista e conduttrice televisiva italiana.

## Biografia
Iscritta all'albo dei giornalisti professionisti dal 23 aprile 1992, entrò a far parte della Rai nel 1990. Specializzata in Giornalismo all'Università della California - Berkeley, ha collaborato con la rete ABC. Dopo aver condotto dal 1992 al 1994 TG1 Notte e dal 1994 al 2010 il telegiornale della sera, dal 2010 è una delle conduttrici del TG1 dell'edizione delle 13:30 e attualmente conduce il TG1 Economia delle 16:30. Grimaldi è stata capo servizio in più redazioni del Telegiornale della prima rete, in cronaca ed esteri e poi per l'economia, dove ha funzioni di inviata speciale. È responsabile dei settori Auto, Moto e Nautica, e cura la rubrica TG1 Motori che va in onda il sabato all'interno del TG1 delle 13:30. Nel corso della sua carriera ha seguito, tra l'altro, la riunificazione della Germania, la guerra in Iraq e il crac della Parmalat.
Nell'aprile 2015 è stata la prima donna a essere eletta nel Consiglio Federale dell'Asi, Automotoclub storico italiano. Il 23 luglio 2009 ha ricevuto il premio L'Altra Italia. Ha preso parte a 10 Mille Miglia, al volante di un'Alfa 6C 2300 B Touring e altre auto del Museo Storico Alfa Romeo di Arese e ha vinto quattro volte la Coppa delle Dame con ottimi piazzamenti nei primi quaranta posti. È stata ospite in più prove di MasterChef Italia.

## Controversie
Dopo essere stata l'autrice di un servizio del TG1 in cui ironicamente confutava il prezzo d'acquisto di una Ferrari 458 Spider con il risparmio dal parrucchiere (grazie al design dell'auto, che a suo avviso protegge l'acconciatura) è diventata oggetto di un servizio della trasmissione Le Iene. Durante l'intervista ha risposto a una battuta scherzando: "Il pubblico italiano non fa il bucato: hanno tutti la cameriera!"